# Aéromusical
Albums de Superbus
Pop'n'Gum
(2004)
Singles
1. Tchi-Cum-Bah
Sortie : 21 octobre 2002
2. Superstar
Sortie : 25 mars 2003
3. Into the Groove
Sortie : 1er juillet 2003

Aéromusical est le premier album du groupe de rock français Superbus, sorti en 2002. 
L'album connaît un petit succès, notamment auprès d'un public rock, se classe à la 85e place des charts français et se vend à plus de 80 000 exemplaires et a été certifié disque d'argent.

## Pistes de l'album
Toutes les chansons sont écrites et composées par Jennifer Ayache, sauf mention du contraire.
| 1.    | Je reste encore                      |                | 2:29 |
| 2.    | Superstar                            | Ayache, Focone | 3:14 |
| 3.    | Tchi-Cum-Bah                         | Ayache, Even   | 2:23 |
| 4.    | Le soleil                            |                | 3:30 |
| 5.    | Le loup                              | Ayache, Focone | 3:19 |
| 6.    | Aéromusical                          |                | 2:23 |
| 7.    | Something wrong                      |                | 3:41 |
| 8.    | Ennemie                              |                | 2:45 |
| 9.    | À Travers Toi                        |                | 4:08 |
| 10.   | Into the Groove (reprise de Madonna) | Madonna, Bray  | 2:51 |
| 11.   | Helping Hand                         |                | 3:01 |
| 12.   | Sans décrocher                       |                | 3:51 |
| 35:35 |                                      |                |      |

## Singles extraits
- Le premier single Tchi-Cum-Bah, sort le 21 octobre 2002.
- Le deuxième single Superstar, sort le 25 mars 2003.
- Le troisième single Into the Groove (reprise de Madonna), ne fut pas sorti commercialement.

## Utilisation des morceaux
Le morceau Aéromusical est utilisé dans Laisse tes mains sur mes hanches, film réalisé par Chantal Lauby sorti en 2003.